# 科索沃足球聯盟
科索沃足球聯盟（英語：Football Federation of Kosovo，简称：FFK，羅馬化：Fudbalski savez Kosova (FSK)）是專門管區科索沃[a]足球事務的組織。該組織成立於1946年，旗下的比賽包括科索沃足球超級聯賽和科索沃盃等。科索沃足联于2008年申请加入国际足联，但直到2012年5月才获得与其他国家和地区进行友谊赛的资格。但在2014年1月，國際足協容許科索沃與其成員進行友誼賽。
2016年5月3日，科索沃足球聯盟獲准加入歐洲足協。同年5月14日，科索沃足球聯盟亦獲准加入國際足協。
科索沃足球聯盟的總部設在該國首都普里什蒂納，主席是Fadil Vokri。

## 資料來源

### 註解
| a. | ^ 科索沃是一個在科索沃共和國與塞爾維亞共和國之間的爭議領土。科索沃已于2008年單方面宣布独立并成立了科索沃共和国，但塞尔维亚仍坚持认为科索沃是其主权领土的一個自治區。联合国193个成员国中有113个已承认科索沃的独立地位。 |

## 外部連結
- 官方網頁 （页面存档备份，存于）